# Sân bay Santiago de Compostela
Sân bay Santiago de Compostela - Lavacolla (IATA: SCQ, ICAO: LEST) là sân bay quốc tế quan trọng nhất Galicia. Sân bay này nằm ở ngoại ô thủ phủ Galicia, thành phố Santiago de Compostela. Sân bay này có một đường băng dài 3200 m bề mặt nhựa đường.

## Airlines and destinations
- Aer Lingus (Dublin)
- Air Europa (Fuerteventura, Gran Canaria, Lanzarote, Palma de Mallorca, Tenerife-South)
- Iberia Airlines (Madrid)
  - Air Nostrum (Bilbao, Fuerteventura, Gran Canaria, Lanzarote, Sevilla, Tenerife-North, Valencia)
- Plaza Servicios Aereos (Zaragoza)
- Ryanair (Frankfurt-Hahn, Liverpool, London-Stansted, Reus [begins October 1], Rome-Ciampino, Valencia)
- Vueling Airlines (Barcelona, Málaga, Paris-Charles de Gaulle)

## Hình ảnh

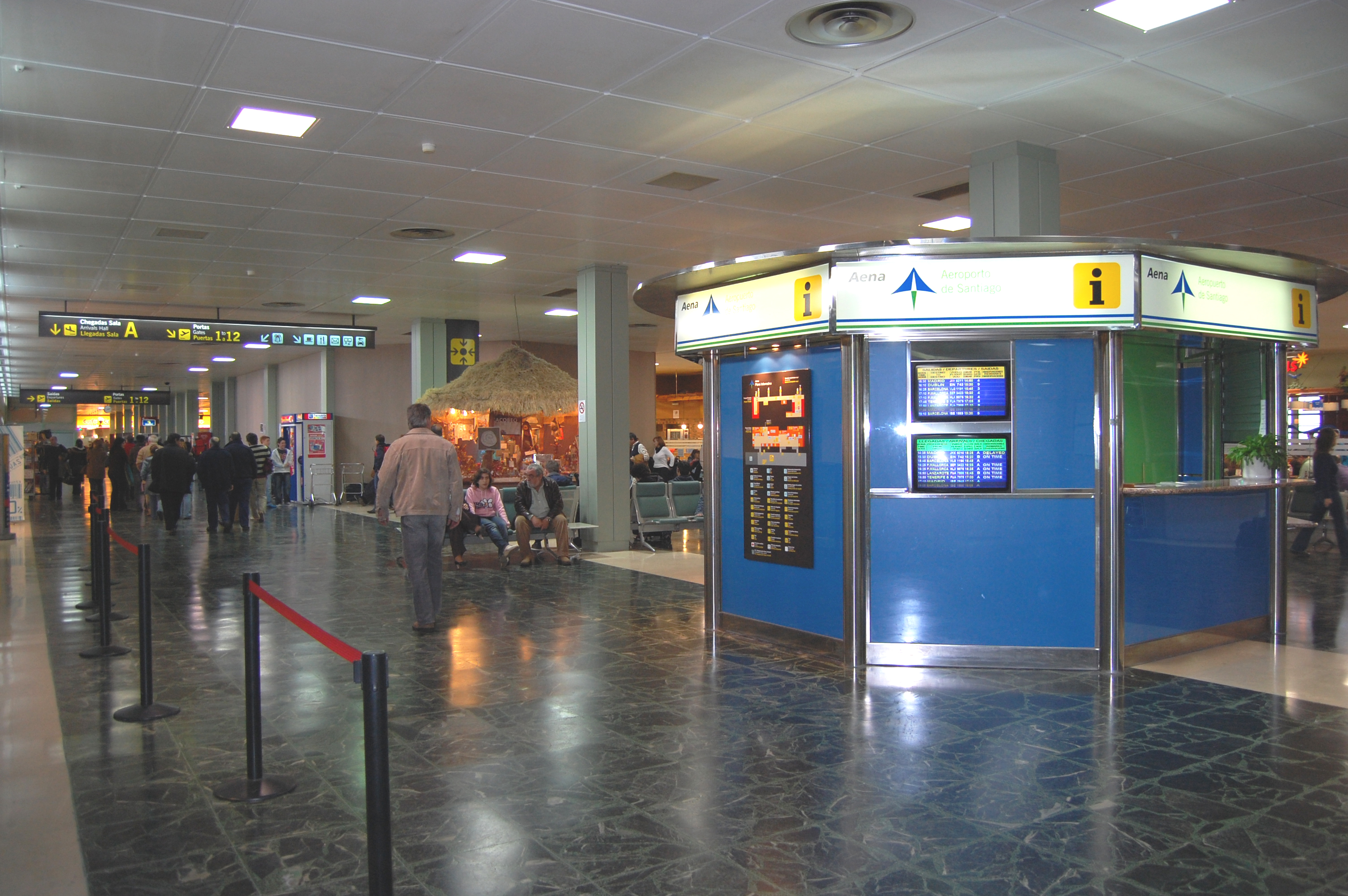